# Терновка (Приднестровье)
Терновка (рум. и молд. Tîrnauca, Тырнаука, укр. Тернівка) — село Слободзейского района непризнанной Приднестровской Молдавской Республики. Входит в состав Тираспольско-Бендерской агломерации.

## История
Первые люди на месте будущего села Терновка, расположенного на левом берегу Днестра в крутой излучине реки напротив устья правого днестровского притока Ботны, поселились ещё в древности. Об этом свидетельствуют найденные археологами фрагменты трипольской, сабатиновской и древней русской культуры. В XII веке на месте Терновки существовала южная оборонительная застава Древнерусского государства.
В конце XVII и начале XVIII века в излучине реки Днестр, так называемой Большой подковы, начинают селиться молдаване, украинцы, русские, поляки и болгары. Современное село Терновка было основано русскими поселенцами в XVIII веке и вначале называлось «Большая подкова». Позднее в селе начинают селиться молдаване, давшие селу новое название — «Скиноаса», что в переводе означает «колючка» (терн).
Первые документальные упоминания о селе Терновка датированы 1768 годом. В то время по сохранившимся церковным архивам в поселении проживало 47 семейств, но после большой засухи 1766—1770 годов население села сократилось до 21 семейства.
Активное развитие села Терновка начинается в начале XIX века, когда левобережье Днестра отошло Российской империи. Основание города Тирасполь позволило жителям расширить производство сельскохозяйственной продукции и начать поставлять её для нужд нового города. По данным 1793 года в селе Терновка находилось 58 молдавских и 6 украинских дворов. В 1806 году в связи с тем, что русских, украинцев, болгар и поляков в селе стало больше чем молдаван, оно получило русское название Терновка вместо молдавского Скиноаса.
После заключения Ясского мира, желая укрепить южные границы империи, Екатерина II начинает раздавать землю в окрестностях Терновки участникам русско-турецких войн. В 1796 году первая помещица в Терновке, вдова полковника царской армии, погибшего под крепостью Измаил, Прасковья Косиченко, построила усадьбу, сохранившуюся до наших дней. Ныне в ней располагается аграрно-технологический факультет ПГУ. В 1806 году Косиченко построила в селе первую церковь. Ныне 27 октября, престольный праздник «Прасковии», в Терновке отмечают как день села. После крымской войны в селе начинают селиться уволенные в запас солдаты и матросы, благодаря чему население села увеличилось до 230 семейств. В 1861 году в селе проживало 355 душ мужского рода и чуть меньше женщин.
Новый этап в жизни села начинается в 60-70 годах XIX века после пуска железнодорожной линии Раздельная—Тирасполь—Бендеры—Кишинёв, что позволило начать поставки сельскохозяйственной продукции Терновки на всероссийский рынок и экспорт. Экономическому и культурному развитию села способствовали также постройка парканского моста через Днестр, что облегчило сообщение с Бендерами, и основание Ново-Нямецкого Кицканского монастыря, в связи с чем была наведена паромная переправа между селами Терновка и Кицканы.
В начале 1897 года в Терновке появилась монахиня Виталия уверявшая крестьян, что ни в коем случае нельзя идти на перепись населения. Кто её пройдёт — получит печать антихриста. Поддавшись уговорам, вся семья Ковалёва и ещё несколько человек решили вблизи Тирасполя похоронить себя, заживо закопав. Могильщиком выступил Фёдор Ковалёв, заживо закопавший 25 терновских крестьян. После этого монахиня Виталия очень быстро исчезла, а убитый горем Фёдор Ковалёв был заключён навечно в Суздальский монастырь.
В конце XIX века начинается плановая застройка села, в рамках которой разбита центральная улица села (ныне ул. М. В. Фрунзе), в северной части возведена новая церковь, появилось сельское кладбище. В селе появилась церковно-приходская школа.
В начале XX века в Терновке проживало уже 720 семейств. После первой мировой войны, 3-х летней иностранной интервенции и гражданской войны, село пришло в состояние полной разрухи.
В 1923 году по предложению Г.И. Котовского в селе было создано общество по совместной обработке земли «Муравейник», объединившее 21 крестьянское хозяйство. В псоледующие шесть лет в Терновке создали 3 колхоза, в которых состояло более 85 % населения сельчан. Вплоть до 1940 года в селе действовала погранзастава, позже переведённая на реку Прут.
С первых дней Великой Отечественной войны и до оккупации румынскими войсками 10 августа 1941 года из Терновки на фронт было призвано более 250 человек. Освобождено село было 12 апреля 1944 года, после чего более четырёх месяцев в районе Терновки шли бои, пока не завершилась Ясско-Кишиневская операция. Всего во время войны погибло 246 терновчан, ещё 14 пропали без вести. В 1974 году у братской могилы был сооружён мемориальный комплекс, на котором высечены имена 54 воинов, павших при освобождении села, а также имена терновчан, погибших на фронте.
После окончания войны начинается восстановление села, осложнённое неурожаем, засухой и голодом 1946-1948 годов. Действующие в Терновке колхозы были объединены в один, названный в честь Котовского. Колхоз занимался выращиванием фруктов и овощей, а также животноводством.
В 50-х годах в Терновке ввели в эксплуатацию дом культуры на 600 мест, библиотеку, два отделения детских ясель на 150 детей, родильный дом, врачебную лабораторию и баню городского типа. В начале 1969 года в Терновке проживало 5891 человек, в т.ч. 4679 чел. в самом селе и 1212 человек в усадьбе совхоза-техникума. В 70-е годы были построены молочная кухня на 260 детей и кормящих матерей, новое двухэтажное здание для детского сада на 140 мест, книжный магазин, трёхэтажная школа на 960 мест, двухэтажное здание сельского универмага, почта, сельская столовая, детская библиотека и др. Заасфальтированы главная улица села, улица Ленина, и дорога до автострады Кишинёв—Одесса.
Во второй половине 80-х—начале 90-х годов начинается разбивка новых кварталов в северо-восточном направлении в сторону Тирасполя и на юге села. В 90-х—начале 2000-х годов, несмотря на то, что население Терновки осталось неизменным, площадь села увеличилась до 392 га, а количество дворов возросло с 1982 (1990) до 2238 (2004).

## Демография
Согласно первой переписи Приднестровья 2004 года в селе Терновка проживало 5016 человек. Молдаване составляют 63% населения села, русские — 21%, украинцы — 13%, также в селе живут болгары, гагаузы, цыгане, евреи.

## Туризм и достопримечательности
В 1988 году Григорий Викторович Корзун, предприниматель и президент ФК «Тилигул», основал в Терновке Музей спиртных напитков. Позднее на его базе был создан туристический музейно—гостиничный комплекс «Музей виноделия „Бутылка“». Музей располагается в здании высотой 28 метров построенном в форме бутылки. В него входит пять выставочных залов в которых выставлено свыше 6000 тыс. бутылок с вином и другими спиртными напитками из свыше 100 стран мира. В комплекс также входят: четырёхзвёздочная гостиница на 6 номеров, ресторан, 5 баров, 2 дегустационных зала, сувенирный магазин, сауна с бассейном, большой теннисный корт, тренажёрный зал.